# Smerup (Smerup Sogn)
 For alternative betydninger, se Smerup. (Se også artikler, som begynder med Smerup)
Smerup ligger på Sydsjælland og er en landsby i Smerup Sogn på det sydlige Stevns placeret omkring Smerup Kirke (fra o. 1270) og et gadekær. Byen ligger uspoleret mellem Faxe og Store Heddinge ved Stevnsvejen, der forbinder disse to byer. Afstanden til Køge er 25 kilometer. Smerup er kirkeligt anneks til nabobyen Store Spjellerup, men er selv kirkeby for den større landsby Store Torøje.
Bortset fra de 7 aktive landbrug uden for byen, tæller selve Smerup by 4 nedlagte landbrug og en god snes ældre huse med omkring 50 beboere i alle aldre. Busforbindelser er yderst sparsomme og de fleste husstande har egen bil. Nærmeste by med dagligvare-tilbud er Karise (4 kilometer), Faxe og Store Heddinge (hver 10 kilometer).

## Historie
Smerup er en gammel by fra 1000-1100-årene, skriftligt bevidnet i 1310 under navnet Smith-thorp. Oprindeligt var Smerup kun en samling gårde, og alle 11 gårde var fæstegårde under Vemmetofte. Ud over de 11 gårde i den gamle landsby med deres familier, var der et mindre antal huse, beboet af jordløse indsiddere og/eller af håndværkere (smed, væver o.l.).
Johannes Grubbe af Smerup skødede i 1371 en gård til sin svoger Jep Krage og sin søster Christine. Han pantsatte også gods i Smerup og Torøje til Jens Andersen Brok (død 1408).
Bondebyen er udforsket fra omkring o. 1700 med oplysninger om gårdbeboere, jordareal, bygninger og kreaturer o.m.a. I sommeren 1746 brændte 6 af byens gårde og 2 huse, men gårdene blev genopført i løbet af ganske få år. Det ældste kort over Smerup er fra 1790, men allerede fra 1600-tallet eksisterer der kirkebøger og fra 1787 tillige folketællinger, således at byens historie er godt belyst.
Landsbyen blev udskiftet i 1835.
Som følge af de store landboreformer sidst i 1700-årene blev Smerups gårde omkring 1835 flyttet ud i landskabet. Det ældgamle, men noget besværlige landsbyfællesskab var til ende, og gårdene placeredes der, hvor markerne lå. Samtidigt ændredes ejerforholdene, så man gik fra rent fæste-forhold via arvefæste til selveje.
I det 20. århundrede blev der kun bygget to huse i Smerup og i 2006 ét; alle andre huse og bygninger er fra 1700-tallet og 1800-tallet. Da brugsen lukkede i 1971 blev byen mere stille. Men i de senere år er der sket et generationsskifte, der har bragt unge og yngre familier med børn til byen; Spjellerup-Smerup Centralskole ligger 2 kilometer syd for byen.
På afstand ser man mest kirkens hvide tårn, resten af Smerup dækker sig mellem beplantninger. Der afholdes en årlig "byfest", der plejer at kalde alle mand af huse. Byen er en "typisk Stevns-by" eftersom den ligger på den østlige side af Stevns Å; administrativt hører Smerup dog til Faxe Kommune.

## Billeder
- Smerup kirke
- Smerup set fra vest

## Til Smerup i bil
Smerup kan nås ad Sydmotorvejen. Det enkleste er at køre fra ved frakørsel 37, Rønnede. Derfra kører man mod, men uden om Faxe, ad vejen til Køge. Ved Værløse begynder Stevnsvej, som man følger 5-6 kilometer. I retning mod Store Heddinge; inde til venstre ser man Smerups hvide kirke. Mere erfarne bilister kan vælge frakørsel 33, Køge C. man kører så mod Køge og rammer den gl. Vordingborgvej. Den følges et par 100 meter, indtil det næste lyskryds, der leder mod Faxe. Inden man når Faxe passeres Karise, og ved kirken her drejes mod syd (og Faxe Ladeplads og Vemmetofte), indtil man rammer Stevnsvej.